# کلودو
کلودو (انگلیسی: Clodô؛ زاده ۱ دسامبر ۱۸۹۹ – درگذشت نامشخص) بازیکن و مربی فوتبال اهل برزیل بود.
وی همچنین در تیم ملی فوتبال برزیل بازی کرده است.